# 김민영 (아나운서)
김민영(1995년 5월 27일 ~ )은 대한민국의 아나운서이다.
현재 거주지는 경상북도 안동시이다.

## 경력
- 2025년 ~ 현재 : 안동MBC 아나운서
- 2023년 ~ 2024년 : JTV 전주방송 아나운서
- 2021년 ~ 2022년 : SK브로드밴드 대구방송 아나운서
- 2021년 ~ 2022년 : HCN 부산방송 아나운서
- 2020년 ~ 2021년 : KNN 리포터

## 진행 프로그램
- 2025년 안동MBC MBC 뉴스투데이 경북
- 2025년 안동MBC 정오의 희망곡

## 과거 진행 프로그램
- 2024년 JTV 아침뉴스
- 2023년 ~ 2025년 김민영의 민영방송
- B tv 대구 뉴스
- HCN 뉴스와이드
- KNN 생방송 투데이